# Tàngara de les palmeres
La tàngara de les palmeres (Thraupis palmarum) és una espècie d'ocell de la família Thraupidae i de l'ordre dels passeriformes de grandària mitjana. La seva distribució és des de Nicaragua fins a Bolívia, el Paraguai i el sud del Brasil. També es troba a l'illa Trinitat i, des de 1962, a Tobago.
Es troba en àrees semiobertes, incloent-hi cultius i jardins. Construeix el seu niu en arbres, generalment palmells, i la femella incuba tres, o de vegades dos, ou groguencs amb taques marrons durant 14 dies. Els pollets romanen en el niu uns altres 17 dies.